# موسى غنيمات
موسى عبد القادر غنيمات (ولد في 24 حزيران 1969 في صوريف، استشهد في 21 آذار 1997 في تل أبيب)، مناضل فلسطيني من حركة حماس كان عضوا في ما عرف بخلية صوريف، نفذ عملية تفجير في مقهى في تل أبيب أسفرت عن قتل وجرح عدد من المستوطنين .

## سيرة شخصية
ولد موسى عبد القادر محمد أبو دية الغنيمات في صوريف عام 1969 وتلقى فيها تعليمه الابتدائي والاعدادي والثانوي. انتمى مبكرا لحركة حماس وشارك في الانتفاضة الأولى، وانضم في عام 1995 إلى كتائب الشهيد عز الدين القسام، وكان عضوا في خلية صوريف التي شكلها محمد عزيز رشدي شكلها قبل استشهاده. اعتقل مرتين وأفرج عنه لانعدام الادلة. شارك الشهيد موسى بعدة عمليات إلى مقتل ما يزيد عن 11 إسرائيليا، من بينهم الجندي شارون أدري الذي اختطف في محاولة لمبادلته بأسرى فلسطينيين.
تزوج وله أب أربعة أبناء (عبد القادر واسراء وبشرى ومحمد).

## تفجير مقهى أبروبو
ردا على استمرار مشروع الاستيطان الإسرائيلي في جبل أبو غنيم في القدس، خطط قائد المجموعة عادل عوض الله لوضع قنابل في مقهى أبروبو الإسرائيلي في تل أبيب، لتفجّر عن بعد. وفي صبيحة يوم الجمعة 21 آذار 1997 تحرك غنيمات من منزله في صوريف وتوجه برفقة رائد أبو حمدية إلى تل أبيب بسيارة إسرائيلية مسروقة. توجه موسى غنيمات إلى المقهى لترك الحقيبة، إلا أنها انفجرت وهو يحملها في ساحة المقهى نتيجة لخلل ما، وأدى ذلك إلى مقتل غنيمات وثلاثة مستوطنين إسرائيليين، وجرح العشرات.

## اعتقال جثته والإفراج عنها
رفضت سلطات الاحتلال تسليم جثمان غنيمات إلى عائلته ودفنتها في مكان مجهول. بعد أربعة عشر عاما. سلّم الرفات ودفن في 31 أيار 2012 في جنازة حاشدة في مقبرة شهداء صوريف.